# Руппах-Гольдхаузен
Руппах-Гольдхаузен (нем. Ruppach-Goldhausen) — община в Германии, в земле Рейнланд-Пфальц. 
Входит в состав района Вестервальд. Подчиняется управлению Монтабаур.  Население составляет 1175 человек (на 31 декабря 2010 года). Занимает площадь 4,41 км².